# Heretaunga Plains

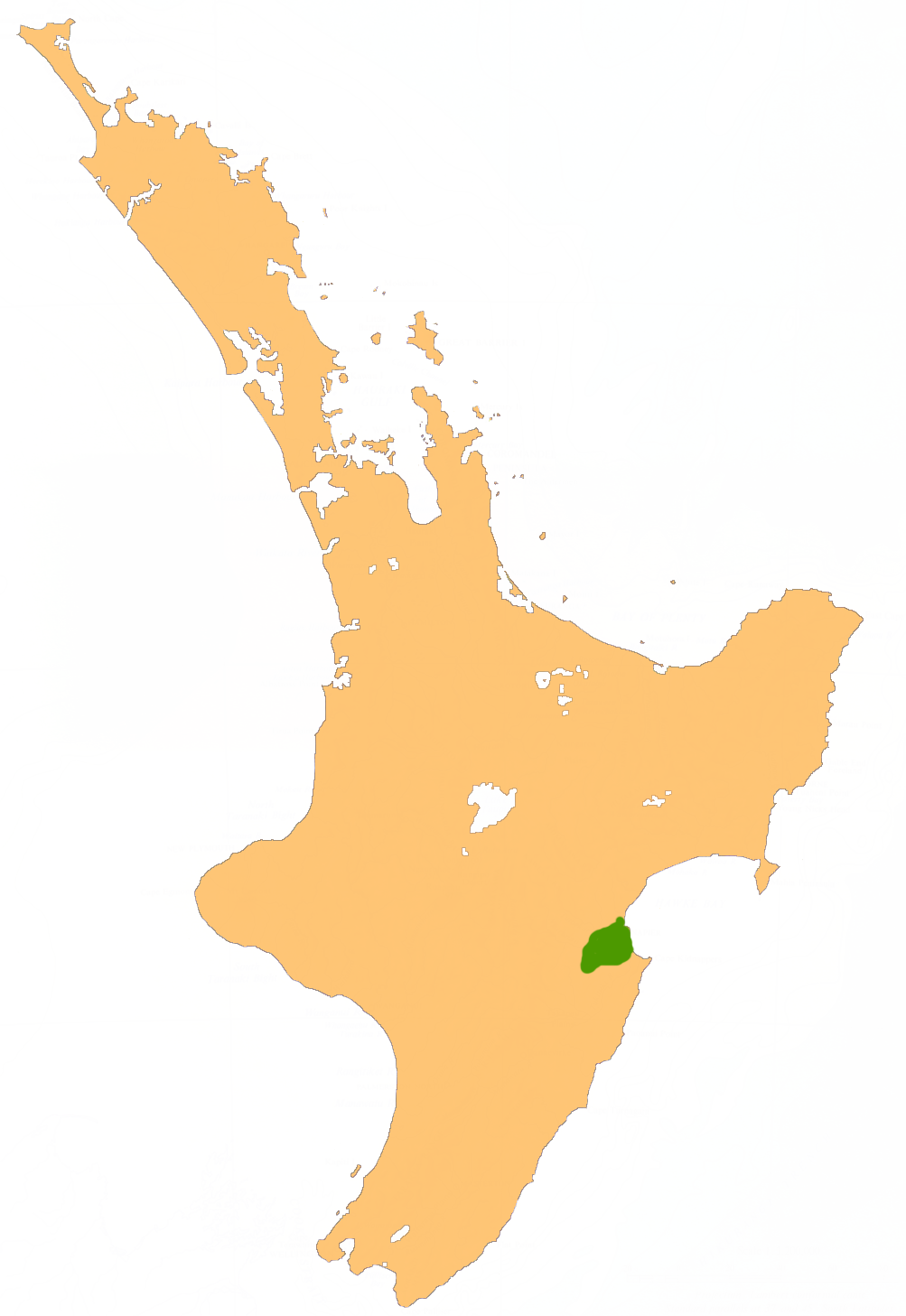
Lage der Heretaunga Plains

Die Heretaunga Plains sind eine Ebene im Osten der Nordinsel Neuseelands.

## Geographie
Die Ebene erstreckt sich nach Südwesten landeinwärts und hat eine Fläche von etwa 1000 km². Die Städte Napier, Hastings und Havelock North liegen in der Ebene, die sich fast bis Waipukurau, der größten Stadt des Central Hawke’s Bay District, ausdehnt.
Das Schwemmland der Ebene wurde von den Flüssen Tutaekuri, Ngaruroro und Tukituki River im Bereich ihres Unterlaufs im Mündungsgebiet an der Hawke Bay, einer Bucht des Pazifiks, abgelagert. Der Tutaekuri River verläuft östlich der Kaweka Range und mündet unmittelbar südlich von Napier. Der Ngaruroro River verläuft etwa 100 km südöstlich der Kaweka Range, danach ostwärts. Er mündet 10 km südlich von Napier bei der Stadt Clive. Der Tukituki River entspringt den Ruahine Ranges und fließt über eine Strecke von 105 km zuerst nach Osten, dann nach Nordosten. Er passiert dabei die Stadt Waipukurau und mündet nahe Hastings in die Hawke Bay.

## Nutzung
Der fruchtbare Boden und das warme, trockene Klima der Region schaffen gute Voraussetzungen für den Weinanbau, Obstanbau und Gartenbau. Die südliche Region Hawke’s Bay ist das zweitgrößte Weinanbaugebiet Neuseelands.